# بید خواه
بید خواه (به لاتین: Bid Khvah) یک منطقهٔ مسکونی در افغانستان است که در ولسوالی خواهان واقع شده‌است.